# 이노베이션 SSI-2001
이노베이션 SSI-2001(Innovation SSI-2001)은 이노베이션 컴퓨터에서 1989년에 출시한 IBM PC 호환 컴퓨터용 사운드 카드이다. 독특하게도 MOS 테크놀로지 SID를 사운드 칩으로 사용했다.

## 설명

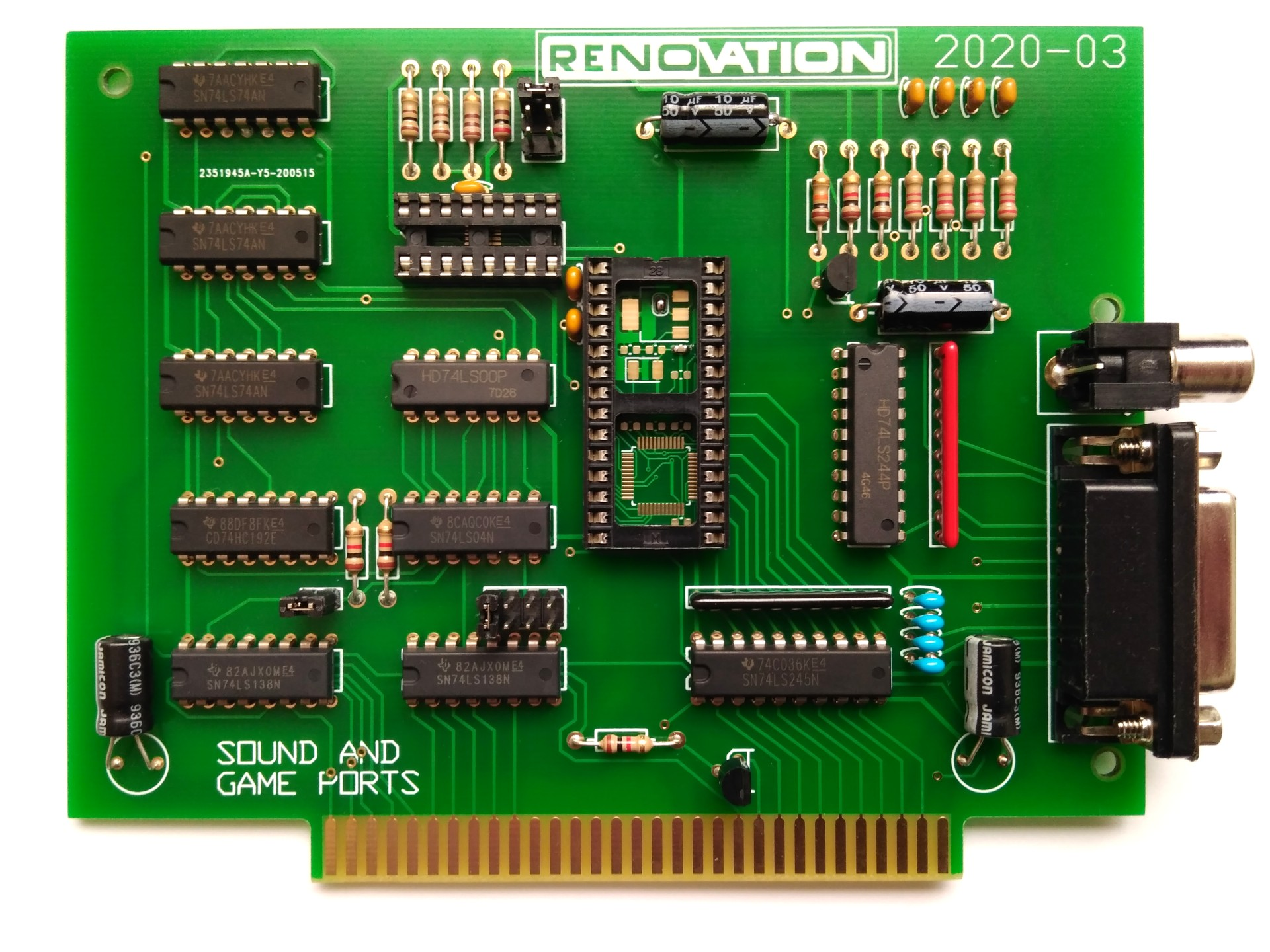
이노베이션 SSI-2001의 현대판 복제품 (Renovation SSI-2001)

이 사운드 카드는 이노베이션 컴퓨터 코퍼레이션에서 생산했으며 애드립과 경쟁하기 위한 것이었다. 모노 출력 RCA 커넥터와 게임 포트가 있으며, 조이스틱 포트를 활성화하거나 비활성화하고, 감도를 제어하며, 오디오 포트 주소를 기본 280hex에서 2A0hex, 2C0hex 또는 2E0hex로 변경할 수 있는 3개의 점퍼 그룹이 있다. 사용 중에는 카드가 32개의 직렬 I/O 포트를 사용한다. 8비트 ISA를 통해 연결된다.
이 사운드 카드는 큰 인기를 얻지 못했으며 몇몇 컴퓨터 게임에서만 지원되었다. 지원 부족으로 인해 생산이 중단되었고, 출시된 많은 카드가 나중에 SID 칩으로 분해되어 코모도어 64에 사용되었다. 가장 희귀한 PC 사운드 카드 중 하나로 여겨지며, 전 세계적으로 약 10개 정도의 원본 보드만 존재하는 것으로 알려져 있다. 그러나 2015년부터 DIY 전문가들이 복제품 생산을 시작했다.

## 에뮬레이션
현재 역 에뮬레이션이 가능하다: 도스박스 에뮬레이터는 실제 장치 없이도 이노베이션 SSI-2001 에뮬레이션을 지원한다.